# Liste der denkmalgeschützten Objekte in Klaus (Vorarlberg)
Die Liste der denkmalgeschützten Objekte in Klaus enthält die denkmalgeschützten, unbeweglichen Objekte der Gemeinde Klaus.

## Denkmäler
| Foto |                 | Denkmal                                                                   | Standort                        | Beschreibung | Metadaten |
| ---- | --------------- | ------------------------------------------------------------------------- | ------------------------------- | --- | --- |
| ja   | Datei hochladen | Lourdeskapelle HERIS-ID: 56373 Objekt-ID: 65740                           | Tschütsch Standort KG: Klaus    | Die rechteckige Lourdeskapelle mit Satteldach und Glockendachreiter steht am Hang nördlich über dem Ort. | BDA-Hist.: Q38071753 Status: § 2a Stand der BDA-Liste: 2025-06-30 Name: Lourdeskapelle GstNr.: .187 Lourdeskapelle Tschütsch                                    |
| ja   | Datei hochladen | Kath. Pfarrkirche hl. Agnes und Friedhof HERIS-ID: 56259 Objekt-ID: 65415 | Walgaustraße Standort KG: Klaus | Eine Kapelle wurde 1265 urkundlich genannt. Um 1500 wurde eine gotische Kirche erbaut. 1840 wurde die Kirche erweitert und 1889 restauriert. 1896 wurde die Kirche neugotisch verlängert und mit Querschiffen erweitert. | BDA-Hist.: Q27634554 Status: § 2a Stand der BDA-Liste: 2025-06-30 Name: Kath. Pfarrkirche hl. Agnes und Friedhof GstNr.: .80, 407 Pfarrkirche Hl. Agnes (Klaus) |
| ja   | Datei hochladen | Kriegerdenkmal, (Franzosenkapelle) HERIS-ID: 82698 Objekt-ID: 96542       | Standort KG: Klaus              | Das Kriegerdenkmal wurde im Jahr 1963 unterhalb des Weinbergs in der Nähe einer alten Gedächtniskapelle an den Franzosenkrieg errichtet.                                                                                 | BDA-Hist.: Q38179057 Status: § 2a Stand der BDA-Liste: 2025-06-30 Name: Kriegerdenkmal, (Franzosenkapelle) GstNr.: 719/11                                       |